# Vítězslav Lavička
Vítězslav Lavička (Plzeň, 30 aprile 1963) è un allenatore di calcio ed ex calciatore ceco, di ruolo centrocampista.

## Carriera

### Giocatore
Dopo aver esordito nello Škoda Plzeň, passa allo Sparta ČKD Praga, dove vince sia il campionato sia la coppa nazionale nel 1984. Nel biennio seguente gioca con la maglia del RH Cheb prima di fare ritorno a Praga, continuando a vincere diversi titoli. In seguito veste le casacche di Hradec Kralove, Bohemians ČKD Praga e Chrudim prima di ritirarsi dal calcio giocato nel 1996.
Vanta 4 campionati cechi e 3 coppe di Cecoslovacchia nel proprio palmarès. Ha giocato più di 300 partite in carriera, 17 nelle competizioni europee e 13 in Coppa dei Campioni.

### Allenatore
Nell'aprile 2002 è chiamato sulla panchina dello Sparta Praga, che guida fino al termine della stagione. Passa ad allenare il Viktoria Zizkov, che termina il campionato 2003 in terza posizione e dopo esser stato eliminato dalla Coppa UEFA (2-0 contro i danesi del Brøndby) retrocede nel campionato seguente in seconda divisione. Lavička resta in massima serie per guidare lo Slovan Liberec: il tecnico riesce nell'impresa di vincere il campionato 2005-2006, il secondo nella storia del club, andando a giocare la Champions League - dove i cechi escono subito contro lo Spartak Mosca per 1-2). Il successo in campionato è premiato con il titolo di allenatore ceco dell'anno. L'anno dopo centra un quarto posto nella 1. liga 2006-2007.
In seguito il tecnico allena l'Under-21 ceca, prima di essere richiamato dallo Sparta Praga nell'estate 2008. A settembre è licenziato dall'incarico. Accetta l'offerta del Sydney FC, vincendo il titolo australiano 2009-2010. Nel 2012 firma una terza volta con lo Sparta Praga: nell'edizione 2012-2013 dell'Europa League ottiene quattro vittorie e si arrende solamente ai sedicesimi di finale contro il Chelsea (1-2) che vincerà la competizione. Vince il campionato, la coppa e supercoppa nazionale nel 2014. Dal 2015 allena la Nazionale Under-21 ceca: la qualificazione agli Europei di categoria dopo aver dominato il proprio girone di qualificazione gli vale il secondo titolo come allenatore ceco dell'anno.

## Statistiche da allenatore

### Club
In grassetto le competizioni vinte.
| Stagione               | Squadra                | Campionato             | Campionato | Campionato | Campionato | Campionato | Coppe nazionali | Coppe nazionali | Coppe nazionali | Coppe nazionali | Coppe nazionali | Coppe continentali | Coppe continentali | Coppe continentali | Coppe continentali | Coppe continentali | Altre coppe | Altre coppe | Altre coppe | Altre coppe | Altre coppe | Totale | Totale | Totale | Totale | Vittorie % | Piazzamento |
| Stagione               | Squadra                | Comp                   | G          | V          | N          | P          | Comp            | G               | V               | N               | P               | Comp               | G                  | V                  | N                  | P                  | Comp        | G           | V           | N           | P           | G      | V      | N      | P      | %          | Piazzamento |
| ---------------------- | ---------------------- | ---------------------- | ---------- | ---------- | ---------- | ---------- | --------------- | --------------- | --------------- | --------------- | --------------- | ------------------ | ------------------ | ------------------ | ------------------ | ------------------ | ----------- | ----------- | ----------- | ----------- | ----------- | ------ | ------ | ------ | ------ | ---------- | ----------- |
| apr.-giu. 2002         | Sparta Praga           | 1L                     | 6          | 3          | 1          | 2          | -               | -               | -               | -               | -               | -                  | -                  | -                  | -                  | -                  | -           | -           | -           | -           | -           | 6      | 3      | 1      | 2      | 50,00      | 2º          |
| 2002-2003              | Viktoria Žižkov        | 1L                     | 30         | 14         | 8          | 8          | -               | -               | -               | -               | -               | -                  | -                  | -                  | -                  | -                  | -           | -           | -           | -           | -           | 26     | 16     | 5      | 5      | 61,54      | 3º          |
| lug.-set. 2003         | Viktoria Žižkov        | 1L                     | 6          | 2          | 0          | 4          | -               | -               | -               | -               | -               | -                  | -                  | -                  | -                  | -                  | -           | -           | -           | -           | -           | 6      | 2      | 0      | 4      | 33,33      | Esonerato   |
| Totale Vitkoria Žižkov | Totale Vitkoria Žižkov | Totale Vitkoria Žižkov | 36         | 16         | 8          | 12         |                 | -               | -               | -               | -               |                    | -                  | -                  | -                  | -                  |             | -           | -           | -           | -           | 36     | 16     | 8      | 12     | 44,44      |             |
| mar.-giu. 2004         | Slovan Liberec         | 1L                     | 14         | 5          | 5          | 4          | -               | -               | -               | -               | -               | -                  | -                  | -                  | -                  | -                  | -           | -           | -           | -           | -           | 14     | 5      | 5      | 4      | 35,71      | 6º          |
| 2005-2006              | Slovan Liberec         | 1L                     | 30         | 16         | 11         | 3          | CR              | 2               | 1               | 0               | 1               | Int.               | 4                  | 2                  | 2                  | 0                  | -           | -           | -           | -           | -           | 36     | 19     | 13     | 4      | 52,78      | 1º          |
| 2006-2007              | Slovan Liberec         | 1L                     | 30         | 16         | 10         | 4          | CR              | 3               | 2               | 0               | 1               | UCL+CU             | 2+6                | 0+3                | 1+2                | 1+1                | -           | -           | -           | -           | -           | 41     | 21     | 13     | 7      | 51,22      | 4º          |
| Totale Slovan Liberec  | Totale Slovan Liberec  | Totale Slovan Liberec  | 74         | 37         | 26         | 11         |                 | 5               | 3               | 0               | 2               |                    | 12                 | 5                  | 5                  | 2                  |             | -           | -           | -           | -           | 91     | 45     | 31     | 15     | 49,45      |             |
| lug.-ott. 2008         | Sparta Praga           | 1L                     | 9          | 5          | 2          | 2          | CR              | 2               | 1               | 1               | 0               | -                  | -                  | -                  | -                  | -                  | -           | -           | -           | -           | -           | 11     | 6      | 3      | 2      | 54,55      | Esonerato   |
| 2009-2010              | Sydney FC              | AL                     | 31         | 17         | 4          | 10         | -               | -               | -               | -               | -               | -                  | -                  | -                  | -                  | -                  | -           | -           | -           | -           | -           | 31     | 17     | 4      | 10     | 54,84      | 1º          |
| 2010-2011              | Sydney FC              | AL                     | 30         | 8          | 10         | 12         | -               | -               | -               | -               | -               | ACL                | 6                  | 1                  | 2                  | 3                  | -           | -           | -           | -           | -           | 36     | 9      | 12     | 15     | 25,00      | 9º          |
| 2011-2012              | Sydney FC              | AL                     | 28         | 10         | 8          | 10         | -               | -               | -               | -               | -               | -                  | -                  | -                  | -                  | -                  | -           | -           | -           | -           | -           | 28     | 10     | 8      | 10     | 35,71      | 5º          |
| Totale Sydney          | Totale Sydney          | Totale Sydney          | 89         | 35         | 22         | 32         |                 | -               | -               | -               | -               |                    | 6                  | 1                  | 2                  | 3                  |             | -           | -           | -           | -           | 95     | 36     | 24     | 35     | 37,89      |             |
| 2012-2013              | Sparta Praga           | 1L                     | 30         | 19         | 6          | 5          | CR              | 7               | 2               | 4               | 1               | UEL                | 12                 | 4                  | 6                  | 2                  | -           | -           | -           | -           | -           | 49     | 25     | 16     | 8      | 51,02      | 2º          |
| 2013-2014              | Sparta Praga           | 1L                     | 30         | 25         | 4          | 1          | CR              | 8               | 5               | 1               | 2               | UEL                | 2                  | 0                  | 1                  | 1                  | -           | -           | -           | -           | -           | 40     | 30     | 6      | 4      | 75,00      | 1º          |
| 2014-2015              | Sparta Praga           | 1L                     | 30         | 21         | 4          | 5          | CR              | 5               | 3               | 1               | 1               | UCL+UEL            | 4+8                | 2+4                | 1+2                | 1+2                | SRC         | 1           | 1           | 0           | 0           | 48     | 31     | 8      | 9      | 64,58      | 2º          |
| Totale Sparta Praga    | Totale Sparta Praga    | Totale Sparta Praga    | 105        | 73         | 17         | 15         |                 | 22              | 11              | 7               | 4               |                    | 26                 | 10                 | 10                 | 6                  |             | 1           | 1           | 0           | 0           | 154    | 95     | 34     | 25     | 61,69      |             |
| Totale carriera        | Totale carriera        | Totale carriera        | 304        | 161        | 73         | 70         |                 | 27              | 14              | 7               | 6               |                    | 44                 | 16                 | 17                 | 11                 |             | 1           | 1           | 0           | 0           | 376    | 192    | 97     | 87     | 51,06      |             |

## Palmarès

### Giocatore
- Campionato cecoslovacco: 4

Sparta ČKD Praga: 1983-1984, 1986-1987, 1987-1988
Sparta Praga: 1990-1991
- Coppa di Cecoslovacchia: 3

Sparta ČKD Praga: 1983-1984, 1987-1988, 1991-1992

### Allenatore

#### Club
- Campionato ceco: 2

Slovan Liberec: 2005-2006
Sparta Praga: 2013-2014
- Campionato australiano: 1

Sidney FC: 2009-2010
- Coppa della Repubblica Ceca: 1

Sparta Praga: 2013-2014
- Supercoppa della Repubblica Ceca: 1

Sparta Praga: 2014

#### Individuale
- Allenatore ceco dell'anno: 2

2006, 2016